# 朱诠钺
辽山端和王朱诠钺（1484年—1518年），明朝辽山宣穆王朱幼墏庶次子。明朝第二代辽山王。
弘治六年（1493年）四月赐名。后被立为辽山长子。弘治十三年（1500年）十二月，朱幼墏去世。弘治十七年（1504年）十二月，明孝宗御奉天殿傳诏遣定西侯蔣驥、鎮遠侯顧仕隆、成安伯郭寧、懷柔伯施瓚、彰武伯楊質、武進伯朱潔、遂安伯陳鏸、彭城伯張信、宣城伯衛璋、南和伯方壽祥持節充正使，尚寶司司丞徐文煥、禮科給事中葛嵩、中書舍人沈銳、顧守元、鴻臚寺右寺丞吳泰、戶部員外郎高選、王崇文、禮部員外郎鄭允宣、刑部員外郎汪獲麟、行人司右司副陳璧充副使，冊封朱詮鉞為遼山王，夫人崔氏進為遼山王妃。
弘治十八年（1505年）三月，因朱詮钺和堂兄宿遷王朱詮鏅所请，朝廷赐《孝順事實》《四書集註》《為善陰隲》各一部。正德三年（1508年）十二月，朱詮钺的大伯父瀋庄王朱幼㙾為他请求書籍，明武宗赐《皇明祖訓》《皇明典禮》二書。
正德十三年（1518年），朱詮钺薨。正德十四年（1519年）九月，明武宗給朱詮钺宮人馬氏、宋氏養贍米每年八十石。嘉靖十年（1531年）十一月，朱詮钺庶长子朱勋澄受册袭封。

## 评价
- 《弇山堂别集》卷075：守禮執義，不剛不柔。